# Drakenstein
Drakenstein es un municipio local sudafricano situado en el distrito de Cape Winelands, en la provincia de Cabo Occidental.

## Superficie
Drakenstein tiene una superficie de 1537 km².

## Demografía
En 2022, tenía 276 800 habitantes, una densidad poblacional de 180,1 hab./km², y 76 776 viviendas.